# Leslie Bega
Leslie Rae Bega (Los Angeles, 17 aprile 1967) è un'attrice statunitense, attiva principalmente in teatro e in televisione.

## Carriera
Ha iniziato da bambina in piccoli ruoli a Broadway (a sei anni era in The Patriots di Sidney Kingsley).
Dopo la laurea all'University of Southern California, inizia negli anni ottanta in una serie di piccoli ruoli in tv: Autostop per il cielo, Ai confini della realtà, Super Vicky. Il più continuativo e rilevante è il ruolo di Maria Borges nella sitcom Segni particolari: genio della ABC: per lo stesso network interpreta a C-16 FBI.
Negli anni novanta continua la produzione in tv e partecipa ad alcune pellicole cinematografiche, sempre come caratterista: Strade perdute di David Lynch, Get Shorty di Barry Sonnenfeld, Il presidente - Una storia d'amore di Rob Reiner.
Principalmente conosciuta per il ruolo di Valentina La Paz nella serie televisiva I Soprano, Leslie Bega è ricordata anche per il ruolo di Leah Banks in CSI: Scena del crimine.
A teatro ha interpretato Re Lear (Electric Theatre); Il mercante di Venezia; West Side Story (Westchester Theatre), Grease.

## Filmografia parziale

### Cinema
- L'impero del crimine (Mobsters), regia di Michael Karbelnikoff (1991)
- Get Shorty, regia di Barry Sonnenfeld (1995)
- Il presidente - Una storia d'amore (The American President), regia di Rob Reiner (1995)
- Strade perdute (Lost Highway), regia di David Lynch (1997)

### Televisione
- Autostop per il cielo (Highway to Heaven) – serie TV, episodio 2x09 (1985)
- Ai confini della realtà (The Twilight Zone) – serie TV, episodio 1x21 (1985)
- Super Vicky (Small Wonder) – serie TV, episodio 2x07 (1986)
- Segni particolari: genio (Head Of The Class) – serie TV, 66 episodi (1986-1989)
- Beverly Hills 90210 - serie TV, 1 episodio (1990)
- C-16: FBI – serie TV, episodi 1x05-1x07-1x11 (1997-1998)
- CSI: Scena del crimine (CSI: Crime Scene Investigation) – serie TV, episodi 3x10-3x15-3x20 (2002-2003)
- I Soprano (The Sopranos) – serie TV, 7 episodi (2001-2004)

## Doppiatrici italiane
Nelle versioni in italiano delle opere in cui ha recitato, Leslie Bega è stata doppiata da:
- Cristina Boraschi in Segni particolari: genio
- Alessandra Cassioli in CSI: NY